# Kalima
Il Kalima (in arabo كلمة‎?, letteralmente "una parola"), è stato un periodico marocchino femminista, fondato dall'Union de l'Action Feminine ed attivo alla fine degli anni 1980.
Nonostante i pochi anni di attività, il periodico ha raggiunto una certa notorietà per essere stata la prima rivista marocchina a contenere articoli su argomenti tabù quali: l'aborto, la prostituzione minorile, la droga e la sessualità; oltre ad argomenti di attualità come news e cinema.

## Storia
La rivista venne fondata nel 1986, dall'organizzazione femminista Union de l'Action Feminine.
Fin dall'inizio, l'obiettivo del periodico era quello di enfatizzare che «i ruoli di genere, la sessualità e persino la divisione del lavoro non erano né prescritti né ordinati divinamente dalla natura, ma avevano un'origine storica»; adottando un punto di vista femminista progressista nel trattare gli aspetti sociali, economici, politici e culturali della vita delle donne, oltra a trattare questioni critiche in Marocco, come l'abbandono degli infanti.
A causa degli argomenti trattati dalla rivista, il governo marocchino iniziò a confiscare gli articoli a partite da quello del marzo 1989, che trattava della prostituzione maschile e della mancanza di libertà di stampa nel paese, e portando in poco tempo alla chiusura della rivista il 25 aprile 1989.